# يوزيف ناغي (لاعب كرة قدم)
يوزيف ناغي (بالمجرية: Nagy József)‏ (21 أكتوبر 1960 في المجر - ) هو مدرب كرة قدم ولاعب كرة قدم مجري في مركز الوسط، شارك في كأس العالم 1986. وشارك مع منتخب المجر لكرة القدم. أما مع النوادي، فقد لعب مع زومباثلي هالاداس ‏.

## وصلات خارجية
- يوزيف ناجي على موقع قاعدة بيانات كرة القدم.إي يو (الإنجليزية)
- يوزيف ناجي على موقع ناشيونال فوتبول تيمز (الإنجليزية)